# Joseph-Marie et Jean Balleydier
Pour les articles homonymes, voir Balleydier.
Joseph-Marie Balleydier (1777-1857) et Jean Balleydier (1779-?) sont deux frères, maîtres de forges savoyards. Ils ont contribué à l'introduction de la houille dans les hauts fourneaux de Savoie, du Comté de Nice à Gênes, en remplacement du charbon de bois.

## Biographie
Issus d'une famille de notables d'Annecy, dont l'un des membres, Alphonse Balleydier fut anobli par l'empereur d'Autriche, les frères Balleydier s'initient tout d'abord aux secrets de la métallurgie sur les hauts fourneaux de l'abbaye Notre-Dame de Tamié (Savoie) que la Révolution avait confisqués aux moines. Ils reprennent cette affaire, alors depuis longtemps en sommeil, en 1824.
Ils y raniment deux fourneaux comtois et deux martinets. Leur usine s'alimentait jusqu'alors avec du minerai extrait à Saint-Jorioz (Haute-Savoie), mais cette source en voie d'épuisement s'avérant particulièrement pauvre, l'exploitation de leur industrie stoppe dès 1830 et la société passe alors à des investisseurs dauphinois.
De retour à Annecy, les frères Balleydier obtiennent du gouvernement du royaume de Sardaigne un monopole pour la fabrication d'ustensiles et de petits outils. Mais leur entreprise annécienne se heurte à la rude concurrence de Louis Frerejean. Un contentieux naît d'ailleurs en 1828 avec les sieurs Frèrejean et le comte de Chevron Villette.
Le roi de Sardaigne leur donne en concession la mine d'Arâches près de Cluses, en Faucigny. Ils s'associent avec les sieurs Bachet et Aussedat pour exploiter du lignite très friable, qualifié à l'époque de bon charbon.
Après plusieurs études et expertises, les deux frères obtiennent du Trésor royal des subventions pour un nouveau projet : ils créent un établissement sidérurgique à Sampierdarena sur la côte ligure, non loin de Gênes, en juillet 1832.
Travaillant un minerai extrait de l'île d'Elbe, leur usine, construite suivant les plans de l'architecte annécien Thomas Ruphy, commence à travailler pour l'armée.
En 1857, au décès de Joseph-Marie, les usines de Gênes couvrent 10 000 m² et emploient 350 ouvriers sur trois hauts fourneaux, trois machines à vapeur, un laminoir produisant projectiles, tôles, tubes, roues hydrauliques, lampadaires, machines agricoles et autres mécaniques. 
D'abord fonderie de fer, l'exploitation s'oriente vers la construction et la commercialisation de machines à vapeur. 
En 1860, les Forges Balleydier sont l'une des premières usines modernes du royaume d'Italie naissant. Leur organisation innovante est citée comme modèle. Un seconde usine est ouverte à Cogoleto, entre Savone et Gênes.
Louis Balleydier (1816-1891), fils aîné de Joseph-Marie, poursuit et développe l'exploitation de la "Fonderia dei Fratelli Balleydier". Il devient maire de Sampierdarena.
La société Balleydier sera finalement absorbée pendant la Première Guerre mondiale par le groupe Ansaldo, fleuron de la sidérurgie italienne, intégré aujourd'hui au groupe industriel Finmeccanica.